# Galba cubensis
Galba cubensis е вид охлюв от семейство Lymnaeidae. Видът не е застрашен от изчезване.

## Разпространение
Разпространен е в Американски Вирджински острови, Ангуила, Антигуа и Барбуда, Аруба, Барбадос, Бахамски острови, Бермудски острови, Бонер, Британски Вирджински острови, Венецуела, Гваделупа, Гватемала, Гренада, Доминика, Доминиканска република, Кайманови острови, Куба, Мартиника, Мексико (Сакатекас), Монсерат, Пуерто Рико, Саба, САЩ (Алабама, Джорджия, Калифорния, Ню Мексико, Северна Каролина, Тексас, Флорида и Южна Каролина), Свети Мартин, Сейнт Винсент и Гренадини, Сейнт Китс и Невис, Сейнт Лусия, Сен Бартелми, Сен Естатиус, Синт Мартен, Тринидад и Тобаго, Търкс и Кайкос, Хаити и Ямайка.

## Описание
Популацията на вида е стабилна.